# Alexander Averdunk
Alexander Averdunk (* 1997) je německý reprezentant ve sportovním lezení, vicemistr Německa v boulderingu.

## Závodní výsledky
| Světový pohár | Světový pohár | Světový pohár       | Světový pohár | Světový pohár       | Světový pohár |
| Rok           | 2015          | 2016                | 2017          | 2018                | 2019          |
| ------------- | ------------- | ------------------- | ------------- | ------------------- | ------------- |
| Obtížnost     | —             | —                   | 0             | —                   | —             |
| jednotlivě*   | —             | —                   | ,42,          | —                   | —             |
|               |               |                     |               |                     |               |
| Rychlost      | —             | —                   | 56-60         | 0                   | —             |
| jednotlivě*   | —             | —                   | ,21,          | ,52,56,             | —             |
|               |               |                     |               |                     |               |
| Bouldering    | 29            | 32                  | 0             | 34                  | 0             |
| jednotlivě*   | 7,-,-,-,-     | -,25,29,-,45,10,23, | ,61,          | 11,37,37,41,67,35,- | ,37,          |
|               |               |                     |               |                     |               |
| Kombinace     | 0             | 0                   | 147-154       | 0                   | 0             |

* Pozn.: nalevo jsou poslední závody v roce
| Mistrovství Německa | Mistrovství Německa | Mistrovství Německa | Mistrovství Německa |
| Rok                 | 2014                | 2017                | 2018                |
| ------------------- | ------------------- | ------------------- | ------------------- |
| Obtížnost           | —                   | 17                  | —                   |
| Rychlost            | —                   |                     | 3                   |
| Bouldering          | 18                  | 5                   | 2                   |
| Kombinace           | nezávodilo se       | nezávodilo se       | 4                   |

| Evropský pohár juniorů | Evropský pohár juniorů | Evropský pohár juniorů | Evropský pohár juniorů | Evropský pohár juniorů | Evropský pohár juniorů |
| Rok                    | 2012 kat. B            | 2013 kat. A            | 2014 kat. A            | 2015 junioři           | 2016 junioři           |
| ---------------------- | ---------------------- | ---------------------- | ---------------------- | ---------------------- | ---------------------- |
| Bouldering             | 8                      | 12                     | 4-6                    | 13                     | 6                      |
| jednotlivě*            | 12,5                   | 12,6,26                | ,6                     | 18                     | 5,12,6,                |

* Pozn.: nalevo jsou poslední závody v roce